# Le Repas fantastique
Le Repas fantastique je francouzský němý film z roku 1900. Režisérem je Georges Méliès (1861–1938). Film trvá necelé dvě minuty.
Filmem se pravděpodobně inspirovali Edwin S. Porter (1870–1941) pro svůj snímek An Animated Luncheon (1900) a Ferdinand Zecca (1864–1947) pro svůj snímek Repas infernal (1901).

## Děj
Muž a dvě ženy si sednou k večeři. Než si však sednou, židle se přemístí na stůl, čímž všichni spadnou na zem. Muž chce nalét polévku, ale mísa ze zničehonic zvětší. Muž z ní vytáhne dvě velké boty, což ho rozčílí a přinutí služebnu odnést mísu. Služebná poté donese pečené kuře, ale když ho chce muž nakrájet, nohy stolu prodlouží, čímž se jídlo nachází u stropu. Stůl se pak vrát do původní polohy, ale vzápětí se začne přemisťovat. Všichni tři ho pronásledují, ale stůl nakonec úplně zmizí. Poté se objeví, ale je na něm přízrak. Muž ho několikrát uhodí židlí, ale nehmotný duch, který nic necítí, zmizí a zanechá po sobě bednu dynamitu, kterou muž židlí udeří. Výbuch muže odstřelí ke stěně a muž se následně začne po místnosti šíleně motat, čemuž přihlíží obě ženy.